# Beto Salame
Roberto Salame Filho (Marabá, 12 de fevereiro de 1974), mais conhecido como Beto Salame, é um advogado e político brasileiro do estado do Pará.
É deputado federal do Pará, com base eleitoral na região do Carajás; é também presidente estadual do Partido Progressista.

## Biografia
Nascido em Marabá no dia 12 de fevereiro de 1974, Beto Salame é filho de Roberto Salame e Maria Creusa Silva Salame. Sua família paterna é de origem árabe.
Formou-se em direito na década de 1990 pela Universidade da Amazônia, tornando-se advogado, principalmente de causas populares, por influência de seu irmão João Salame Neto, ex-sindicalista.
No ano de 2000, ainda recém formado, assumiu como Procurador Geral do município de Marabá, na gestão do prefeito Geraldo Veloso.
Foi eleito deputado federal em 2014, para a 55.ª legislatura (2015-2019), pelo PROS. Em 2016 desligou-se do PROS, filiando-se, ao final do mesmo ano, no PP.
Como deputado federal, se absteve na votação da admissibilidade do processo de impeachment de Dilma Rousseff. Já durante o Governo Michel Temer, votou a favor da PEC do Teto dos Gastos Públicos.
Em abril de 2017 foi contrário à Reforma Trabalhista.

### Votações contra a investigação de Michel Temer
Em agosto de 2017 votou contra o processo em que se pedia abertura de investigação do presidente Michel Temer, ajudando a arquivar a denúncia do Ministério Público Federal.

Na sessão do dia 25 de outubro de 2017, o deputado, mais uma vez, votou contra o prosseguimento da investigação do então presidente Michel Temer, acusado pelos crimes de obstrução de Justiça e organização criminosa. O resultado da votação livrou o Michel Temer de uma investigação por parte do Supremo Tribunal Federal (STF).